# Podotrochlose

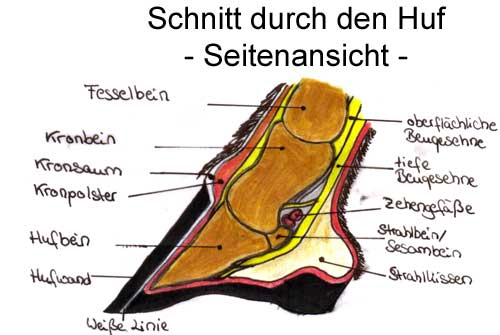

Die Podotrochlose, auch Hufrollennekrose, Hufrollenentzündung oder Palmar-Huf-Syndrom (PHS), ist eine Pferdekrankheit. Diese Krankheit des Pferdes ist eine entzündliche, degenerative Veränderung im Bereich der Hufrolle des Hufes von Unpaarhufern, speziell Pferden, die aus Strahlbein, Beugesehne und Hufrollenschleimbeutel besteht. Die Nekrose ist am Strahlbein zu beobachten, das sich im Laufe der Zeit verändert.

## Ursachen
Als Ursache für eine Podotrochlose wird allgemein eine Überbelastung der Hufrolle angenommen. Da das Problem bei Wildpferden nicht beobachtet wird, geht man davon aus, dass bei Reitpferden die andere Art der Beanspruchung des Hufapparats zu einem schnelleren Verschleiß führt. Während der Bewegungsapparat des Pferdes als Fluchttier auf eine schnelle Bewegung nach vorne optimiert ist, werden beim Reiten häufig gebogene Linien gewählt, die für die Gelenke zu einer größeren Belastung führen. Auch eine übermäßige Arbeit auf der Vordergliedmaße kann die Hufrolle schädigen.
Ein unnormal geformter Huf kann eine Hufrollenentzündung ebenfalls begünstigen. Zu steile oder zu flache Hufe mit engen Trachten haben eine verminderte Dämpfungswirkung und belasten die Hufrolle. Mangelnde Pflege des Hufs kann zu einer Durchblutungsstörung und damit zu einer Schädigung der Hufrolle führen.
Da das Syndrom auch bei jungen Pferden auftreten kann, die noch nicht geritten werden, geht man heute auch von einer Veranlagung aus, eine Vererbbarkeit ist aber nicht gesichert. Nährstoffmängel bei der Aufzucht können ebenfalls eine Rolle spielen. Eine weitere Theorie vermutet einen Zusammenhang mit einem eingequetschten Nerv am siebten Halswirbel, der die Arterien in den Vorderbeinen innerviert und damit die Durchblutung im Huf beeinflusst. Keine der möglichen Ursachen ist gesichert und eine Kombination verschiedener Faktoren kann möglich sein.

## Symptome
Es zeigt sich manchmal ein klammer Gang, insbesondere auf hartem Boden, wobei manchmal ein abwechselndes Entlasten der Vorderbeine durch Vorstrecken (Entlastung der Hufrolle) beobachtet wird. Bei einseitiger Podotrochlose entsprechend nur auf einer Seite, dann gegebenenfalls auch verbunden mit einer Lahmheit. Das Pferd reagiert auf eine Keilprobe, die den Hufrollenbereich belastet, oft mit verstärktem Lahmen. Röntgenaufnahmen, aus Gründen der Abbildungsqualität hier vorzugsweise digitale Aufnahmen, des Strahlbeins von hinten zeigen Veränderungen an der Knochensubstanz, insbesondere Auftreibungen an den unten im Strahlbein verlaufenden Kanälen. Differentialdiagnostisch kann der Ort des degenerativen Prozesses weiter mittels Szintigraphie und Ultraschall eingegrenzt werden, um auch Weichteile mit zu erfassen.

## Behandlung
Nach einer Meinung kann im Anfangsstadium eine Unterbrechung der Arbeit und Koppelgang für sechs Monate, bei Überwachung des Verlaufs, um eine weitere Verschlechterung auszuschließen, eine Heilung bewirken, eventuell unterstützt von entzündungshemmenden Mitteln (Cortisoninjektion als Stoßtherapie in die Hufrolle, anschließend nichtsteroidale Entzündungshemmer wie Meclofenaminsäure, Flunixin oder Phenylbutazon) und einem naturgemäßen Hufausschnitt. Ziel von Maßnahmen in späteren Stadien ist eher das Aufhalten eines Fortschreitens der Nekrose und ein Beenden des entzündlichen Prozesses; eine Heilung im Sinne einer Wiederherstellung verlorener Substanz ist nach herrschender Meinung nicht mehr möglich. Ein Spezialbeschlag mit Dämpfer, Eiereisen oder gegebenenfalls dämpfenden Kunststoffhufeisen kann die Schmerzen nehmen. Die positive Wirkung durchblutungsfördernder Mittel ist nicht gesichert, obwohl sie zumindest bei beschlagenen Pferden theoretisch hilfreich sein sollte.
Eine Neurektomie (Nervenschnitt) der Palmarnerven (Nervi digitales palmares des Nervus medianus) kann das Pferd schmerzfrei machen, wird aber bei weiterem Fortschreiten der Podotrochlose den Zeitraum bis zum Ausmustern nur verlängern. Außerdem neigen manche Pferde in der Folge zum Stolpern. Daneben ist eine sorgfältige Pflege des Hufes nötig, da das Pferd dort kein Schmerzempfinden mehr hat und sich Krankheiten im Huf so zunächst ohne auftretende Symptome ausbreiten können.
Neue, noch wenig erprobte oder durch Studien abgesicherte Behandlungsansätze sind die Stoßwellentherapie, die Behandlung mit Bisphosphonaten (Bisphosphonat) erscheint vielversprechend. Derzeit einzig zugelassenes Bisphosphonat zur Behandlung des Hufrollensyndroms ist Clodronsäure (Markenname Osphos®). Der Nutzen einer Gabe von Galliumnitrat mit dem Trinkwasser wurde bisweilen wenig untersucht. Ein Wiederaufbau der geschädigten Synovia ist eventuell mit Glucosaminsulfat möglich. Sollten die neuen Behandlungen sich in den nächsten Jahren bewähren, könnte die Podotrochlose viel von ihrem Schrecken verlieren.
Als alternatives Verfahren zur Behandlung der Podotrochlose wurde auch die Blutegeltherapie empfohlen; der therapeutische Nutzen ist jedoch noch nicht hinreichend erwiesen.